# Konrad Fleck
Konrad Fleck war ein in alemannischem Dialekt schreibender Dichter des Mittelalters. Über sein Leben ist nur wenig bekannt; Rudolf von Ems erwähnt ihn in seinem um 1235 entstandenen Versroman Willehalm von Orlens als bereits verstorbenen Dichter. Konrad Fleck stammte aus dem Elsass oder aus der Region um Basel.

## Werk
Rudolf von Ems zufolge stammen von Konrad Fleck die 8.006 Verse des Versromans Flore und Blanscheflur, die etwa 1220 entstanden. Das Werk ist in vier Manuskripten überliefert, von denen die zwei späten, aus der Werkstatt des Diebold Lauber stammenden Handschriften vollständig sind. Rudolf von Ems benennt Konrad Fleck auch als Autor eines Clies (vermutlich eine Adaption des Cligès von Chrétien de Troyes); dieses Werk ist verloren gegangen.
Konrad gibt an, seinen Flore und Blanscheflur nach einer französischen Vorlage verfasst zu haben, die er einem Ruopreht von Orbent zuschreibt (ez hât Ruopreht von Orbênt / getihtet in welschen / mit rîmen ungevelschen / des ich in tiuschen willen hân, v. 142–145). Unter den beiden erhaltenen altfranzösischen Bearbeitungen des Stoffes Floire et Blancheflor, die man in der Forschung als version populaire und version aristocratique unterscheidet, entspricht seine Bearbeitung weitgehend der letzteren, die anstelle von Kampf und Abenteuer die Minne in den Mittelpunkt stellt.
Der altfranzösische Stoff war im Deutschen zuvor bereits in einer fragmentarisch erhaltenen und anonymen Übersetzung um 1170 (Trierer Floyris) behandelt worden. In der Zeit nach Konrad Fleck, aber unabhängig von ihm, entstanden eine niederländische Bearbeitung von Diederic van Assenede (Flôris ende Blanceflor), eine niederdeutsche (Van Flosse un Blankflosse) sowie Bearbeitungen in englischer, dänischer und schwedischer Sprache (siehe Floire et Blancheflor#Mittelalterliche Versionen und Verbreitung).